# 大久佐八幡宮

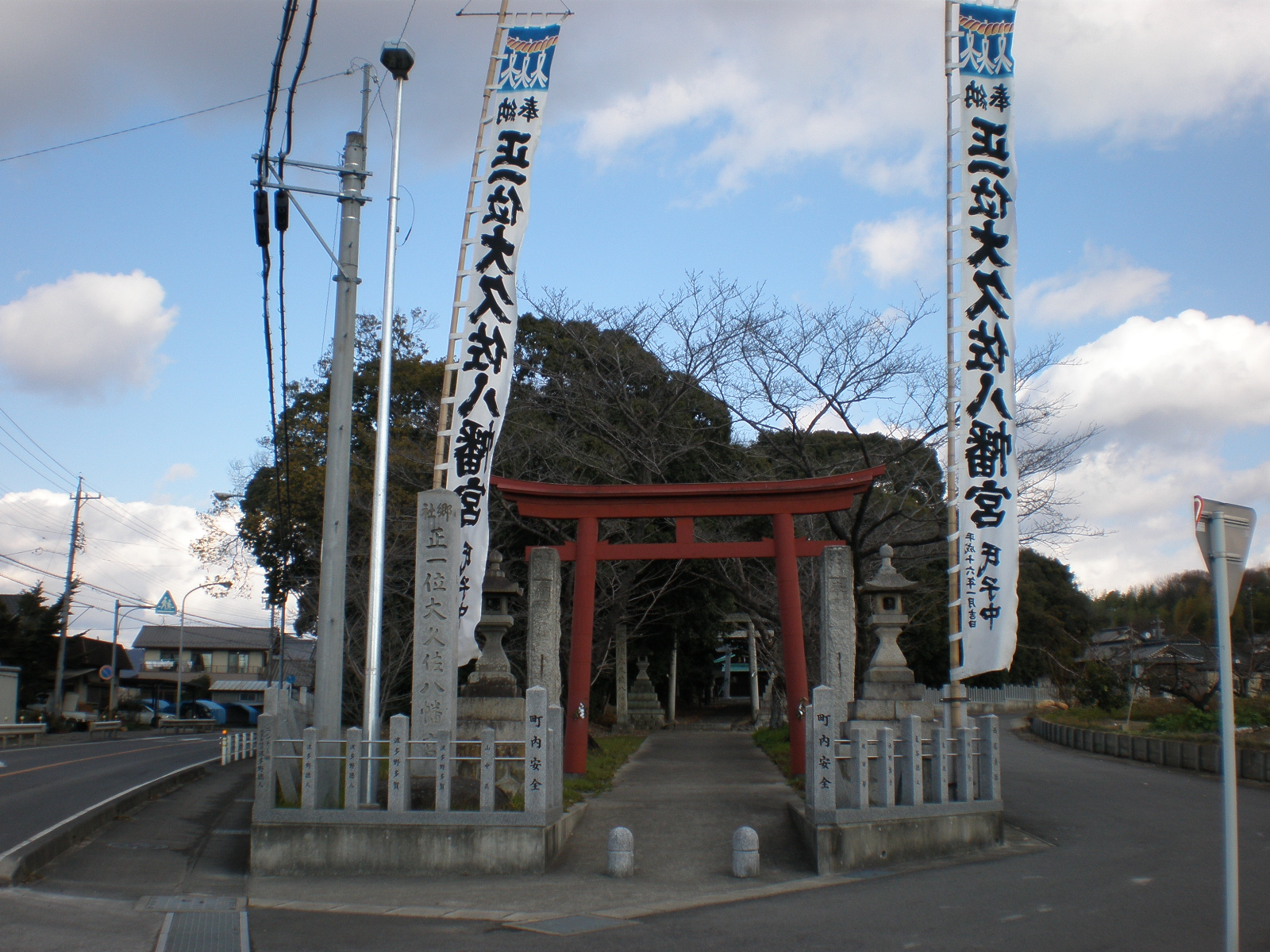
鳥居

大久佐八幡宮（おおくさはちまんぐう）は、愛知県小牧市大草（おおくさ）地区にある神社（八幡宮）である。

## 歴史
創建年代は不詳。社伝によれば、もっとも古い記録は「清和天皇在位の871年の重陽の日（9月9日）に、神輿行列や流鏑馬などが行われた」とある。
16世紀末の豊臣家が権勢を誇った時代に社領の全てを没収され、一時途絶える。
慶長年間（16世紀末 – 17世紀初頭）に、現在の大叢山福厳寺の場所から、現在の場所に移転。社伝によれば移転の際、「旧・社領には榊（さかき）の木を植えた」とある。江戸時代末期の1867年8月に、勅命で神階正一位に任ぜられる。そして第二次世界大戦前の1937年には、旧・社格においての郷社に列せられる。しかし戦後は国家管理から独立し、「宗教法人大久佐八幡宮」と改称。現在に到る。

### 年表
- 871年9月9日 - 神輿行列や流鏑馬などが行われる。
- 16世紀末 - 社領の全てを没収され、一時途絶える。
- 16世紀末～17世紀初頭 - 現在の大叢山福厳寺の場所から、現在の場所に移転[3]。
- 1867年8月 - 勅命で神階正一位となる。
- 1937年 - 郷社に列せられる。
- 20世紀後半（戦後） - 「宗教法人大久佐八幡宮」と改称。国家管理から独立。
- 1983年2月17日 - 大草棒の手が、小牧市の指定無形民俗文化財に。
- 1986年 - 拝殿の大規模修繕。
- 2002年4月1日 - 三十六歌仙絵札と奉納札が、小牧市の指定有形民俗文化財に。

## 祭神

### 八幡三神
- 大鷦鷯命／仁徳天皇
- 誉田別命／応神天皇（八幡神、八幡大菩薩）
- 息長足姫命／神功皇后

### 境内社
- 大久佐稲荷大神（稲荷神）

## 祭事
初午（はつうま）祭
毎年3月に行なわれる神事。この日には、人形供養なども行なわれる。
輪くぐり祭
毎年7月に行なわれる神事。
大草棒の手（ぼうのて）
毎年10月に行なわれる神事。小牧市の無形民俗文化財に指定されている。

## 所蔵品
三十六歌仙絵札
三十六歌仙を描いた絵札。江戸麹町（現在の東京都千代田区）に住む池田屋吉兵衛によって奉納された。本来は36枚あるはずだが、現在は4枚（小野小町、藤原敦忠、遍昭、素性）欠けている。長い間拝殿の壁に風雨にさらされた状態で掛けられていたため、かなり損傷が激しかったため、1986年の拝殿修理の際に取り外され、絵札の写真が掲示されている。
2002年に小牧市の有形民俗文化財に指定されている。

## 所在地
- 愛知県小牧市大字大草字東上（ひがしかみ）2784

## 交通手段
- こまき巡回バスおよび名鉄バス 高蔵寺・桃花台線（高森台経由）の「大草東上（おおくさ ひがしかみ）」停留所下車、徒歩で約1分。

## 周辺
- 大草川 – 庄内川水系八田川支流[6]
- 生地川（いくじ — ） – 八田川支流
- 大草城（西尾氏）
- 大草観音寺（黃梅山觀音寺）
  - 観音寺奥の院観音の湯[7]
  - 白山神社
- 正法軒
- 大叢山福厳寺 – 大草5229・地神山
  - 千手堂
  - 学校法人福厳寺学園・太陽幼稚園 – 大草字丸根5223[8]
- JA尾張中央大草支店
- 愛知県道196号神屋味美線
- 簡易郵便局
- 愛知文教大学
- 春日井帝釈天 帝釋山善正寺 – 春日井市大泉寺町290-479。日蓮宗。大泉寺町は池之内金剛山大泉寺のもとの所在地[9][10][11]。
- 下原古窯跡群 – 春日井市東山町平橋
- 松濤山徳泉寺 – 小牧市池之内3177・大谷派
- 桃花台ニュータウン（篠岡丘陵）
  - 城山地区
    - 桃花台地区
    - 小牧市立大城小学校
    - 篠岡古窯跡群（尾北古窯跡群）

  - 光ヶ丘地区
    - 御嶽神社 – 光ケ丘四丁目
    - 光ヶ丘小学校、光ヶ丘中学校
- 薬王寺（もとの藥師堂） – 大草1596
- 光明寺（もとの藥師堂） – 野口字惣門72
- 梅檀山香園寺 子安弘法堂（四国霊場第61番札所栴檀山教王院香園寺末） – 野口字惣門2196[12]
  - 八幡社
- 北応山関無院 – 野口2376[13][14]
- 小林山祥雲寺 – 林[11]

## 関連書籍
- 『大久佐八幡宮傳記』波多野孝三 / 著（2001年）
- 『大久佐八幡宮 三十六歌仙絵札図集』大久佐八幡宮文化財保存会 / 編（2001年）